# Dansaren
Dansaren är en svenskdokumentärfilm från 1994 i regi av Donya Feuer. Filmen utgavs av Svenska Filminstitutet och följer baletteleven Katja Björner från hösten 1987, när hon är 13 år, tills hon som 18-åring gör sin solodebut vid Het Nationale Ballet i Amsterdam. Man får se henne i de svettiga träningspassen, i repetitionsarbetet och på scenen i tävlingar och föreställningar. Filmen är avsedd att väcka intresse för dansen som konstart och uttryck. Medverkande är bland andra Anneli Alhanko, Natalia Makarova, Niklas Ek, Hans Nilsson, Per Arthur Segerström och Göran Svalberg.